# Lišáci, Myšáci a Šibeničák (filmová povídka)
Lišáci, Myšáci a Šibeničák je kniha pro děti, kterou napsala česká filmová režisérka Věra Plívová-Šimková. Poprvé byla vydána roku 1974 a vychází ze stejnojmenného filmu z roku 1970. Vypráví o rivalitě dvou klučičích part. Text je ve vydání z roku 1984 obohacen ilustracemi Jiřího Vaněčka a fotografiemi Emila Sirotka. Spádem děje, lákavým námětem a použitím jednoduchého jazyka je kniha vhodná pro čtenáře od 9 let.

## Děj
Do malé vesnice se přistěhuje nový kluk, Myšák, který má díky tatínkovi přístup ke koním. Postupně si tak získá všechny děti na svou stranu. Jediný, kdo se nenechá strhnout je Zrzek, bývalý vůdce dětí a syn hrobníka z kopce Šibeničáku a jeho kamarádka Barborka. Kvůli ztracené partě dětí dochází mezi kluky k neustálým potyčkám. 
Je zima a děti si užívají radovánek. Největší zábavou je pro ně ježdění na lyžích za koněm, na kterém jezdí Myšák. I přes veselé radovánky ve sněhu trápí Myšáka zdravotní stav jeho kobyly Sylvy, která na konci zimy porodí hříbě, avšak sama při porodu zemře. Nešťastný Myšák se rozhodne sám starat o hříbě. To však odmítá pít mléko z flašky a vypadá, že také brzo umře. U přes všechny spory přichází na pomoc Zrzek, který od dědy přitáhne kozu a hříbě tak zachrání. Tak se Zrzek a Myšák stanou nakonec kamarádi.

## Přijetí díla a interpretace
Kniha Lišáci, Myšáci a Šibeničák je upravenou filmovou povídkou stejnojmenného filmu, který již děti znají z kin. Literární verze příběhu přitom zachovává vlastnosti filmového vyprávění – podle recenze Otakara Chaloupky zůstává příběhu „dynamičnost, spád, neobyčejné živé vidění postav, lyrismus projevovaný nikoli popisem, ale v zápletkách děje a bohatost epizod“. Autorka podle něj neuplatňuje tradiční postupy syžetové výstavby příběhu z dětského života prostě proto, že neodpovídají jejímu filmovému vidění a zejména jejímu filmařskému smyslu pro členění dějových sekvencí. Text srovnal s tvorbou Oty Hofmana, která do dětské literatury tyto prvky rovněž vnášela. V pojetí Otakara Chaloupky tato publikace také znamenala „kýžené rozšíření záběru svými kronikářskými prvky“.
Podle Marie Mravcové je kniha zajímavá svým zasazením do scenerie zimních hor a využívá „osvědčené a účinné téma“ rivality chlapeckých skupin.